# جنت علی
جنت علی (زاده ۱۹۹۶-درگذشته ۲۸ آوریل ۲۰۲۰) یک شهروند بنگلادشی بود. وی بلندقدترین فرد اهل بنگلادش، و از بلندقدترین افراد دنیا بود.